# Weberocereus tunilla
Weberocereus tunilla är en kaktusväxtart som först beskrevs av Frédéric Albert Constantin Weber, och fick sitt nu gällande namn av Nathaniel Lord Britton och Joseph Nelson Rose. Weberocereus tunilla ingår i släktet Weberocereus och familjen kaktusväxter.

## Underarter
Arten delas in i följande underarter:
- W. t. biolleyi
- W. t. tunilla

## Bildgalleri

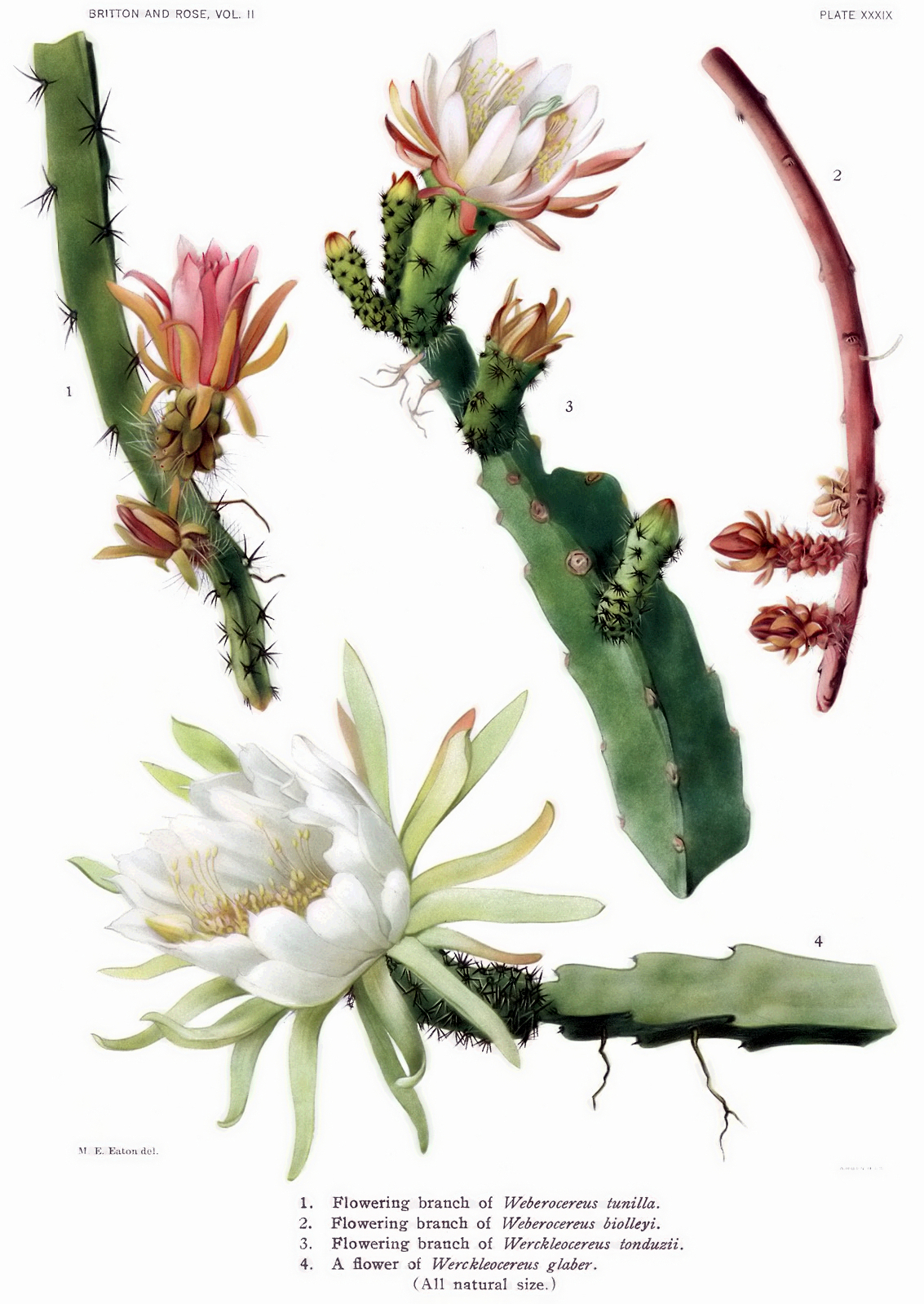
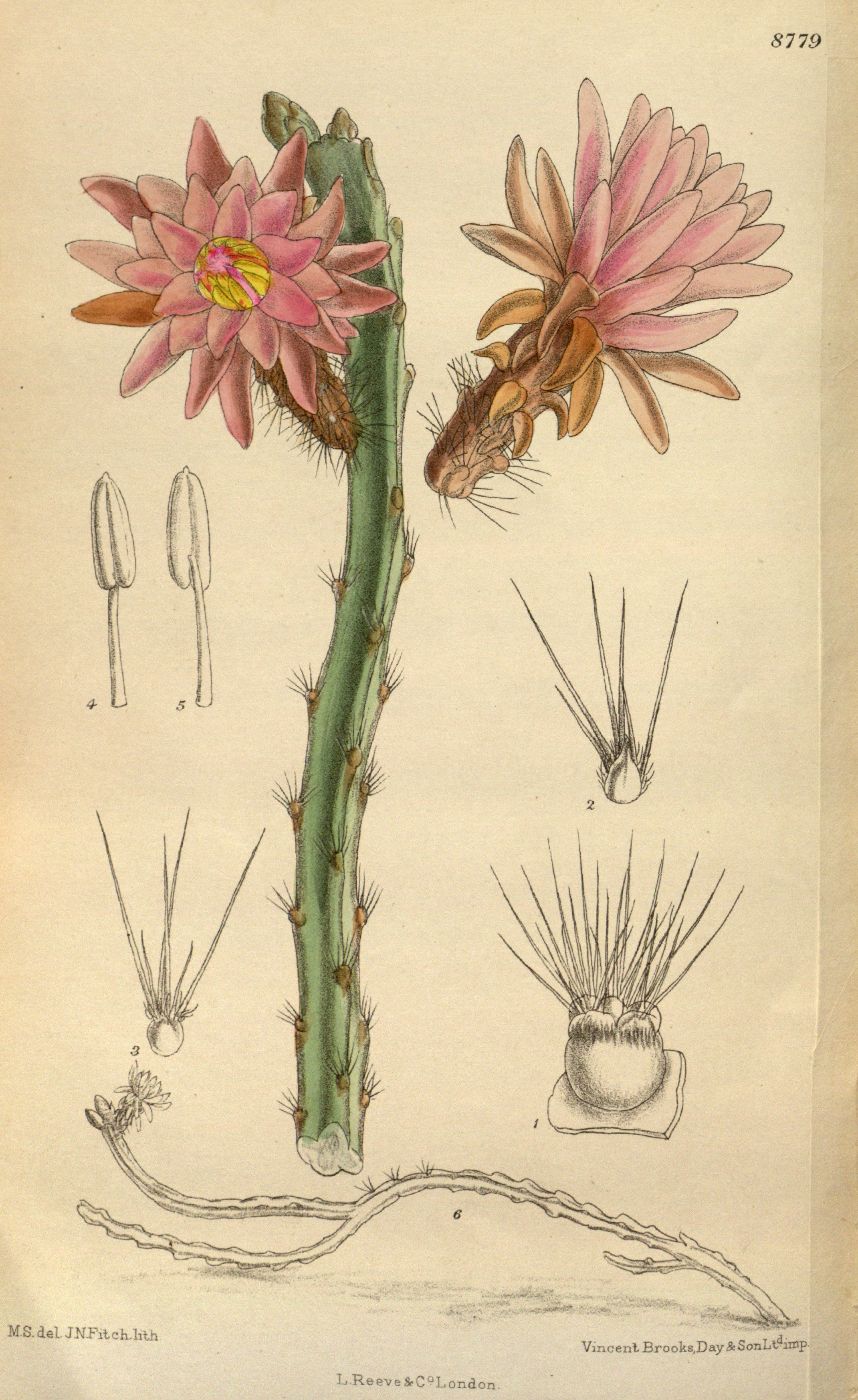
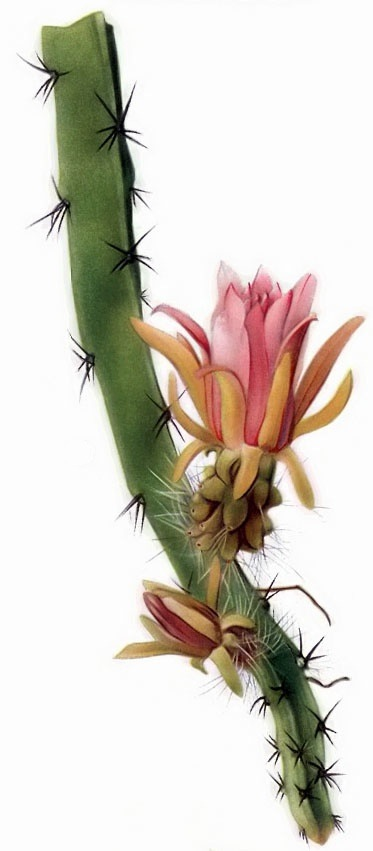